# Eva Weißenborn
Eva Weißenborn, auch Eva Weißenborn-Klebsch, (* 1954 in Oberdorla, Bezirk Erfurt) ist eine deutsche Schauspielerin.

## Leben und Karriere

### Ausbildung und Theater
Weißenborn absolvierte von 1970 bis 1973 ihre Schauspielausbildung an der Hochschule für Schauspielkunst „Ernst Busch“ in Ost-Berlin. Nach ihrer Ausbildung spielte sie anschließend an verschiedenen Bühnen in der DDR. Ihr Debüt als Theaterschauspielerin hatte sie 1973 am Theater Magdeburg, wo sie 1973–1974 engagiert war.  Sie spielte dort u. a. die Ophelia in „Hamlet“ in einer Inszenierung von Werner Freese. Von 1974 bis 1989 spielte sie am Hans Otto Theater in Potsdam, wo sie festes Ensemblemitglied war und zahlreiche Hauptrollen übernahm.
Sie spielte am Hans Otto Theater u. a. die Johanna in „Die heilige Johanna“ (Regie: Uta Birnbaum), Eve in „Der zerbrochne Krug“ (Regie: Piet Drescher), Irina in „Drei Schwestern“ (Regie: Rolf Winkelgrund), Prinzessin Natalie in „Der Prinz von Homburg“ (Regie: Günter Rüger), Hermia in „Ein Sommernachtstraum“ (Regie: Günter Rüger), Marie in „Clavigo“ (Regie: Reinhard Hellmann) und Katharina in „Der Widerspenstigen Zähmung“. In Potsdam übernahm sie ebenfalls wieder die Ophelia, diesmal in einer Inszenierung von Piet Drescher; sie verkörperte dort auch den Tiger in „Oh, wie schön ist Panama“ (Regie: Johanna Schall).
Ab der Spielzeit 1989/90 bis 2002 war sie festes Ensemblemitglied am Deutschen Theater Berlin. Sie trat dort u. a. in „Die kahle Sängerin“ (Regie: Katja Paryla), in „Der Widerspenstigen Zähmung“ (als Biondello; Regie: Johanna Schall), in „Im Dickicht der Städte“ (als „Der Wurm“; Regie: Johanna Schall), in „Sugar Dollies“ von Klaus Chatten (als Rosy, Regie: Johanna Schall), in „Tartuffe“ (als Elmire, Regie: Anselm Weber), in „Heinrich IV.“ (als Königin Margarete, Regie: Katja Paryla), in „Weiße Ehe“ von Tadeusz Różewicz (als Bianca, Regie: Rolf Winkelgrund), in „Richard III.“ (als Richard, Regie: Gert Jurgons), in „Beim Aufräumen“ von Jorge Goldenberg (als Mable, Regie: Gert Jurgons) und in „Der Diener zweier Herren“ (als Clarice, Regie: Niels-Peter Rudolph) auf.
In der Spielzeit 2001/02 war sie erneut am Hans Otto Theater in Potsdam engagiert. In der Spielzeit 2003/04 hatte sie ein Gastengagement am Staatstheater Wiesbaden. Sie trat auch als Theaterregisseurin hervor.

### Film und Fernsehen
Neben ihren Theaterengagements arbeitete Weißenborn regelmäßig auch für Film und Fernsehen. Erste kleine Filmrollen hatte sie bereits zu DDR-Zeiten, u. a. in Die Leiden des jungen Werthers (1976; Regie: Egon Günther) und Trampen nach Norden (1977, Regie: Wolfgang Hübner).
In dem Fernsehfilm Ganz in Familie (1987), nach einer Erzählung von Guy de Maupassant, spielte sie Rolle der verhärteten und kalten Madame Caravan.
Im Polizeiruf 110: Kiwi und Ratte (1994) übernahm sie die Rolle der Frau Schröder. In der Kinokomödie Die Aufschneider (2007) war sie die Neuhessisch sprechende Patientin Frau Meissner. In dem Sat1-Fernsehfilm Die Masche mit der Liebe (2007), mit Anja Kling in der Hauptrolle, spielte sie Tina Winkowski, die Mitarbeiterin des unseriösen Geschäftsmanns Hendrik Heinichen (Michael Brandner). Im Tatort: Salzleiche (2008) verkörperte sie die Friedensaktivistin Frau Welany.
Weißenborn wirkte auch in zahlreichen Fernsehserien mit. Sie hatte Episodenrollen u. a. in Motzki (1993; als Frau Kliebein), Die Männer vom K3 (1995; als Ehefrau eines Leitenden Angestellten eines Chemiekonzerns), Wolffs Revier (1998), In aller Freundschaft (2003; als Mutter eines geistig behinderten Sohnes an der Seite von Bobby Brederlow), Balko (2006; als „Ehedrachen“ Frau Kleinbörner an der Seite von Tilo Prückner), Typisch Sophie (2006), KDD – Kriminaldauerdienst (2007; als Mutter, die gegen den gewalttätigen Ehemann ihrer Tochter vorgeht) und SOKO Wismar (2013; als beste Freundin einer ermordeten Hafenärztin).
Im November 2015 war Weißenborn in der ZDF-Krimireihe Kommissarin Heller im Film Schattenriss zu sehen. Sie spielte die alte Bankkundin und Mutter Ylva Vogt, die vor 30 Jahren das Opfer einer Vergewaltigung wurde, und deren Sohn die Tat rächen will. Für ihre Rolle als Baggerfahrerin Helga im DDR-Drama Gundermann wurde sie mit dem Deutschen Schauspielpreis 2019 in der Kategorie „Schauspielerin in einer Nebenrolle“ ausgezeichnet. Im 8. Film der ARD-Fernsehreihe Praxis mit Meerblick (2020) übernahm Weißenborn eine der Episodenrollen als Apothekerin Ursula Finkenlade, die mit Medikamenten betrügt. In dem beiden im Oktober 2020 erstausgestrahlten „Passau-Krimi“ Freund oder Feind. Ein Krimi aus Passau spielte sie die Berliner „Oma Giesela“, eine ehemalige Nachbarin, die sich früher rührend um die Tochter einer Berliner Ex-Polizeiermittlerin, die sich nunmehr im Zeugenschutzprogramm befindet, gekümmert hat.

### Hörspiele/Lesungen
Weißenborn arbeitete auch als Sprecherin für Hörspiele, insbesondere bei Kinder- und Märchenhörspielen, u. a. Märchen von Alexander Wolkow. Aufnahmen mit Weißenborn erschienen unter anderem bei dem DDR-Schallplattenlabel Litera. Hörbücher nahm sie beim Der Audio Verlag auf. Sie trat auch mit Lesungen, Leseabenden und als Rezitatorin hervor. Im März 2015 übernahm sie bei einer szenischen Lesung im Großen Schloss Blankenburg die Rolle der „Neuberin“.

### Privates
Weißenborn ist mit dem Schauspieler und Synchronsprecher Klaus-Dieter Klebsch verheiratet. Sie tritt auch unter dem Namen Eva Weißenborn-Klebsch auf. Sie lebt in Potsdam.

## Filmografie (Auswahl)
- 1973: Das Honigfaß (Theateraufzeichnung; Hans-Otto-Theater, Potsdam)
- 1976: Die Leiden des jungen Werthers
- 1977: Trampen nach Norden
- 1978: Auf Station 23 (Fernsehfilm)
- 1978: Bluthochzeit (Studioaufzeichnung)
- 1984: Der zerbrochne Krug (Theateraufzeichnung; Hans-Otto-Theater, Potsdam)
- 1987: Ganz in Familie (Fernsehfilm)
- 1990: Der kleine Herr Friedemann (Fernsehfilm)
- 1991: Mocca für den Tiger (Fernsehfilm; ZDF-Reihe „Das kleine Fernsehspiel“)
- 1991: Der Verdacht
- 1993: Motzki (Fernsehserie; Folge: Der Schlüssel)
- 1993: Stille Wasser (Fernsehfilm)
- 1994: Polizeiruf 110: Kiwi und Ratte (Fernsehreihe)
- 1994: Oben – Unten (Kinofilm)
- 1995: Die Männer vom K3 (Fernsehserie; Folge: Geschäft mit dem Tod)
- 1998: Wolffs Revier (Fernsehserie; Folge: Der Tote an der S-Bahn)
- 1999: Zoe (Kinofilm)
- 2003: In aller Freundschaft (Fernsehserie; Folge: Ein Fest mit Hindernissen)
- 2004: Kleine Schwester (Fernsehfilm)
- 2005: Sex Up – Ich könnt’ schon wieder (Fernsehfilm)
- 2006: Balko (Fernsehserie; Folge: Gatten im Schatten)
- 2006: Typisch Sophie (Fernsehserie; Folge: Auf Treu und Glauben)
- 2007: Die Aufschneider (Kinofilm)
- 2007: KDD – Kriminaldauerdienst (Fernsehserie; Folge: Am Ende des Weges)
- 2007: Die Masche mit der Liebe (Fernsehfilm)
- 2008: Tatort: Salzleiche (Fernsehreihe)
- 2013: SOKO Wismar (Fernsehserie; Folge: Stummer Zeuge)
- 2015: Kommissarin Heller – Schattenriss (Fernsehreihe)
- 2017: Lotta & der Ernst des Lebens (Fernsehreihe)
- 2017: Der Gutachter – Ein Mord zu viel (Fernsehfilm)
- 2018: Lux – Krieger des Lichts (Kinofilm)
- 2018:  Gundermann
- 2018: Jerks. (Fernsehserie; Folge: München)
- 2020: Praxis mit Meerblick – Sehnsucht (Fernsehreihe)
- 2020: Freund oder Feind. Ein Krimi aus Passau (Fernsehreihe)
- 2020: Wir können nicht anders (Fernsehfilm)
- 2021: Tatort: Der Tod der Anderen (Fernsehreihe)
- 2021: Polizeiruf 110: An der Saale hellem Strande
- 2021: 3½ Stunden (Fernsehfilm)
- 2022: Tatort: Finsternis (Fernsehreihe)
- 2022: Polizeiruf 110: Black Box (Fernsehreihe)
- 2022: Buba
- 2022: Wolfsland: 20 Stunden (Fernsehreihe)
- 2023: One for the Road (Kinofilm)
- 2023: Sophia, der Tod und ich (Kinofilm)
- 2023: SOKO Leipzig (Fernsehserie; Folge: Panzer)
- 2024: Friesland: Sterneduell (Fernsehreihe)
- 2024: Mordnacht (Fernsehfilm)
- 2025: Marzahn Mon Amour

## Hörspiele (Auswahl)
- 1986: Volksmärchen: Petrea und die Blütenkaiserin und andere Volksmärchen aus aller Welt (Dienerin) – Regie/Bearbeitung: Dieter Scharfenberg (Kinderhörspiel – Litera)
- 1989: Heidrun Loeper: Der Prinz von Theben in Berlin (Else Lasker-Schüler) – Regie: Barbara Plensat (Hörspiel – Rundfunk der DDR)
- 1999: Marius von Mayenburg: Feuergesicht (Mutter) – Regie: Götz Fritsch (Hörspielbearbeitung – SFB/ORB/NDR)